# Vagabon
Laetitia Tamko, más conocida por su nombre artístico Vagabon, es una multiinstrumentista, cantautora y productora musical autodidacta camerunesa-estadounidense que vive en la ciudad de Nueva York.

## Trayectoria
Laetitia Tamko nació en Yaundé, Camerún. A los 13 años, su familia se mudó a Nueva York para que su madre asistiera a la facultad de derecho. Viniendo de un país de habla francesa, Tamko aprendió a hablar inglés y pronto pudo realizar sus estudios secundarios en la escuela de Westchester. Posteriormente Tamko asistió al City College (Nueva York) y en 2015 se graduó de la Escuela de Ingeniería de Grove.
A los 17 años, los padres de Tamko le compraron una guitarra acústica Fender en Costco. Aprendió de forma autodidacta con la ayuda de DVDs instructivos. En 2014 comenzó a compartir su música en Bandcamp bajo el seudónimo de Vagabon. Además de la voz y la guitarra, Tamko también tocaba la batería, el teclado y el sintetizador en su álbum Infinite Worlds de 2017. En 2018 fue invitada como telonera de Courtney Barnett en su gira de verano por América del Norte.
Su segundo álbum homónimo (Nonesuch, 2019) es de producción propia y explora nuevos sonidos. Acompaña su delicada guitarra acústica con sonidos digitales y cuerdas de sintetizador. La mayoría de las canciones están escritas e interpretadas por la propia artista. "Nos reservamos el derecho de estar completos cuando estamos solos", canta en su canción "Every Woman". La canción fue lanzada como single acompañado por el video oficial, que se puede ver en su página web, y es un manifiesto de una joven feminista. El álbum también refleja un distanciamiento de la escena indie-rock; el cambio en el sonido es un "rechazo a ser encasillada".
En 2021, Vagabon fue, entre otras cosas, parte del Newport Folk Festival en julio.

## Discografía

### Álbumes de estudio
- Infinite Worlds (Father/Daughter Records, 2017)
- Vagabon (Nonesuch, 2019)[9]

### EP
- Persian Garden (EP) (Miscreant, 2014)
- Vagabon on Audiotree Live (Audiotree Music, 2017)